# 제나 스턴
제나 스턴(Jenna Stern, 1967년 9월 23일 ~ )은 미국의 배우, 텔레비전 배우, 영화배우, 연극 배우이다.
로스앤젤레스에서 태어났다.

## 영화
- 리틀 대드 (2012년)
- 베스트 앤 브라이티스 (2010년)
- 헝그리 고스트 (2009년)
- 식스틴 블럭 (2006년) - 다이언 모슬리 역
- Mr. 히치 - 당신을 위한 데이트 코치 (2005년) - 루이스 역
- 법과 질서 - 뉴욕 특수수사대 (2001년)
- Law & Order : 성범죄전담반 1 (1999년)
- 웨딩 소나타 (1997년)
- 환상 특급 - 로스트 클래식스 (1994년)
- 법과 질서 (1990년)